# Milt Buckner
Milton Brent „Milt“ Buckner (* 10. Juli 1915 in St. Louis, Missouri; † 27. Juli 1977 in Chicago, Illinois) war ein US-amerikanischer Jazzpianist und Organist des Swing.

## Werdegang
Ein Onkel brachte ihm das Klavierspiel bei. Er spielte zunächst bei den McKinney’s Cotton Pickers, danach zusammen mit seinem Bruder, dem Altsaxophonisten Ted Buckner, ab 1935 im Orchester von Jimmy Raschell.
Von 1941 bis 1948 und nochmals 1950/52 spielte er bei Lionel Hampton, wo er auch als Arrangeur tätig war und hatte ein eigenes großes Orchester zwischen den Engagements bei Hampton. Ab 1952 betätigte er sich als Hammondorganist mit eigenem Trio, mit dem er 1968 und 1969 auch durch Deutschland tourte.
Buckner gilt als der Pianist, der erstmals Blockakkorde als Ausdrucksmittel verwendet hat, wobei die rechte Hand vierstimmige Akkorde spielt und die linke Hand die Oberstimme bzw. die Melodie eine Oktav nach unten oktaviert zur Hervorhebung der Hauptstimme (Locked hands). Er war ebenso einer der ersten Hammond-Organisten, die im Rhythm-&-Blues-Genre spielten und damit populär wurden.
Mit seinem Blockakkordstil beeinflusste er Pianisten wie Red Garland, George Shearing und Oscar Peterson. Er war Komponist des Titels Hamp's Boogie Woogie.

## Diskographie (Auswahl)
- Vibe Boogie (mit Lionel Hampton, 1945)
- Chord a rebop (1946)
- Coun’t basement (1956)
- Mighty high (1959)
- Play Chords (1966)
- More Chords (1969) MPS 15032
- Illinois Jacquet with Milt and Jo (1974)
- Milt Buckner & Marcel Zanini Blues and Bounce! (1976)